# ولاستیسلاف (ناحیه لیتومیریتسه)
ولاستیسلاف (به چکی: Vlastislav) یک منطقهٔ مسکونی در جمهوری چک است که در ناحیه لیتومیریتسه واقع شده‌است. ولاستیسلاف ۵٫۶۴ کیلومتر مربع مساحت و ۱۴۵ نفر جمعیت دارد و ۲۸۷ متر بالاتر از سطح دریا واقع شده‌است.